# Tuffi ai campionati mondiali di nuoto 2009 - Trampolino 3 metri sincro maschile
La gara si è disputata il 18 luglio 2009; hanno partecipato 40 atleti di 20 nazioni; i primi 12 dopo il primo turno sono passati alla finale.

## Medaglie
| Posizione | Atleti                          | Paese       |
| --------- | ------------------------------- | ----------- |
|           | Qin Kai, Wang Feng              | Cina        |
|           | Troy Dumais, Kristian Ipsen     | Stati Uniti |
|           | Alexandre Despatie, Reuben Ross | Canada      |

## Risultati
| Pos. | Atleta                                                | Prel.  | Prel. | Finale | Finale |
| Pos. | Atleta                                                | Punti  | Pos.  | Punti  | Pos.   |
| ---- | ----------------------------------------------------- | ------ | ----- | ------ | ------ |
|      | Cina Qin Kai, Wang Feng                               | 406.59 | 4     | 467.94 | 1      |
|      | Stati Uniti Troy Dumais, Kristian Ipsen               | 420.57 | 1     | 445.59 | 2      |
|      | Canada Alexandre Despatie, Reuben Ross                | 413.91 | 2     | 428.64 | 3      |
| 4    | Italia Nicola Marconi, Tommaso Marconi                | 405.18 | 5     | 428.55 | 4      |
| 5    | Germania Stephan Feck, Patrick Hausding               | 386.94 | 10    | 426.24 | 5      |
| 6    | Russia Yuriy Kaunakov, Dmitrij Sautin                 | 395.94 | 7     | 416.22 | 6      |
| 7    | Gran Bretagna Nicholas Robinson-Baker, Benjamin Swain | 408.84 | 3     | 413.46 | 7      |
| 8    | Cuba José Antonio Guerra, Jorge Betacourt Garcia      | 395.16 | 8     | 413.19 | 8      |
| 9    | Francia Damien Cély, Matthieu Rosset                  | 394.47 | 5     | 369.09 | 9      |
| 10   | Messico Alejandro Islas, Jonathan Ruvalcaba           | 385.50 | 6     | 394.65 | 10     |
| 11   | Malaysia Rossharisham Roslan, Ken Nee Yeoh            | 385.50 | 11    | 388.77 | 11     |
| 12   | Spagna Carlos Calvo, Javier Illana                    | 378.75 | 12    | 384.93 | 12     |
| 13   | Svezia Daniel Egana, Jonathan Jörnfalk                | 373.71 | 13    | -      | -      |
| 14   | Australia Grant Nel, Matthew Mitcham                  | 367.17 | 14    | -      | -      |
| 15   | Grecia Alexandros Manos, Stefanos Paparounas          | 354.51 | 15    | -      | -      |
| 16   | Paesi Bassi Yorick de Bruijn, Ramon De Meijer         | 336.60 | 16    | -      | -      |
| 17   | Georgia Chola Chanturia, Shota Korakhshvili           | 335.58 | 17    | -      | -      |
| 18   | Corea del Sud Yitaek Oh, Seongchel Son                | 334.20 | 18    | -      | -      |
| 19   | Lituania Ignas Barkauskas, Sergej Baziuk              | 327.42 | 19    | -      | -      |
| 20   | Ucraina Illja Kvaša, Oleksij Pryhorov                 | 292.38 | 20    | -      | -      |